# Charlie DePew
Charles Bradfield DePew  (Pasadena, Califórnia, 22 de maio de 1996)   é um ator americano. Ele é conhecido por interpretar Philip Stacy em The Amazing Spider-Man e sua sequência The Amazing Spider-Man 2: Rise of Electro.

## Biografia
Ele obteve o papel de Charlie Brown em uma peça quando estava na sexta série. Charlie também é irmão do ator Jack DePew.

### Carreira
DePew estreou em 2010 em um episódio da série do original do Disney Channel, Shake It Up. Também fez uma participação na novela americana Days of our Lives da NBC.
DePew foi escolhido para interpretar Philip Stacy em The Amazing Spider-Man ao lado de Andrew Garfield e Emma Stone, lançado em 2012.
Em 2014, ele retornou o personagem de Philip Stacy para The Amazing Spider-Man 2: Rise of Electro, sequência de The Amazing Spider-Man e é escolhido para interpretar Wes Randolph em Pass the Light.
Outros trabalhos de Charlie incluem aparições em filmes de televisão como Aliens in the House e Terry the Tomboy, bem como nas séries Mad Men, Awkward, The Ranch e The Goldbergs.
Em 15 de julho de 2016 foi anunciado que ele foi escolhido para co-estrelar ao lado de Bella Thorne na série da Freeform Famous in Love, onde ele interpreta Jake, um menino que aspira ser roteirista e diretor de cinema independente e estrela no filme The Bachelors. ao lado de JK Simmons.

## Filmografia
| Cinema    | Cinema                                    | Cinema          | Cinema               |
| Ano       | Filme                                     | Papel           | Notas                |
| --------- | ----------------------------------------- | --------------- | -------------------- |
| 2012      | The Amazing Spider-Man                    | Philip Stacy    |                      |
| 2014      | The Amazing Spider-Man 2: Rise of Electro | Philip Stacy    |                      |
| 2015      | Pass the Light                            | Wes Randolph    |                      |
| 2017      | The Bachelors                             | Mason           |                      |
| Televisão |                                           |                 |                      |
| Ano       | Título                                    | Papel           | Notas                |
| 2010      | Shake It Up                               | Alex Scott      | 1 episódio           |
| 2011      | Days of Our Lives                         | Paciente        | 2 episódios          |
| 2012      | Bad Fairy                                 | Rodney Hooper   | Filme para televisão |
| 2013      | Aliens in the House                       | Al              | Filme para televisão |
| 2014      | Mad Men                                   | Sean Glaspie    | 1 episódio           |
| 2014      | Terry the Tomboy                          | Brett           | Filme para televisão |
| 2015      | Awkward                                   | Charlie         | 3 episódios          |
| 2015-2016 | The Goldbergs                             | Anthony Balsamo | 4 episódios          |
| 2016      | The Ranch                                 | Josh Thompson   | 1 episódio           |
| 2017–2018 | Famous in Love                            | Jake Salt       | Elenco principal     |